# Associació de Dones d'Andorra
L'Associació de Dones d’Andorra és una entitat civil d'Andorra d’àmbit estatal i que fou creada l’any 1994 amb l’objectiu de defensar els drets de les dones, millorar-ne la seva posició dins la societat i recuperar-ne la memòria històrica.
L'organització té entre les seves activitats la prestació de serveis a la dona, la millora de la seva educació a través de cursos i jornades formatives, així com proveir de serveis de mediació i col·laborar amb el Govern d’Andorra.
Al llarg de la seva història ha reivindicat la creació d’un batlle de família o la demanda d’una llei d'escoles bressol. Forma part també de diverses associacions internacionals feministes.